# Tuna Académica de Lisboa (1997)
A Tuna Académica de Lisboa (TAL), é uma tuna académica da cidade de Lisboa, em Portugal. Foi fundada a 4 de Dezembro de 1997, usando o mesmo nome da histórica Tuna Académica de Lisboa, da qual seguiu o modelo de não estar associada a nenhuma instituição de ensino superior, servindo como meio de aprendizagem aos seus membros. É actualmente constituída por estudantes e ex-estudantes de várias faculdades, escolas e institutos universitários de Lisboa.

## Premiações
- Maio de 2003 - "Segunda Melhor Tuna" - XIII FITU Bracara Avgvsta, Universidade do Minho.[1]
- Novembro de 2003 - "Melhor Tuna", "Melhor Instrumental", "Tuna Mais Tuna" - II Festival de Tunas de Portalegre, Teatro Crisfal, Portalegre;[2]
- Maio de 2004 - "Terceira Melhor Tuna", "Melhor Solista" - XIV FITU Bracara Avgvsta, Universidade do Minho.[1]
- Dezembro de 2004 - "Segunda Melhor Tuna" - X CELTA, Reitoria da Universidade do Minho;[3]
- Maio de 2005 - "Segunda Melhor Tuna", "Melhor Instrumental", "Tuna Mais Original", "Melhor Solista" - XV FITU Bracara Avgvsta, Universidade do Minho.[1]
- Dezembro de 2005 - "Segunda Melhor Tuna", "Melhor Porta-Estandarte", "Melhor Solista" - XI CELTA, Reitoria da Universidade do Minho;[3]
- Novembro de 2006 - "Melhor Tuna" - XIII Lusíada, Casa da Música, Porto;[4]
- Maio de 2007 - "Melhor Tuna", "Melhor Solista", "Melhor Bandeira" - XVII FITU Bracara Avgvsta, Universidade do Minho.[1]
- Maio de 2008 - "Melhor Tuna", "Melhor Instrumental", "Melhor Bandeira" - XVIII FITU Bracara Avgvsta, Universidade do Minho.[1]
- Maio de 2009 - "Terceira Melhor Tuna", "Melhor Bandeira" - XIX FITU Bracara Avgvsta, Universidade do Minho.[1]
- Outubro de 2010 - "Grande Prémio XX FESTUNA", "Melhor Porta-Bandeira", "Melhor Desempenho Vocal", "Prémio Fernando Almeida (Melhor Desempenho Instrumental)" - XX FESTUNA - Teatro Académico Gil Vicente, Coimbra;[5]
- Outubro 2010 - "Melhor Interpretação Musical", "Melhor Solista" - Padrecos 2010, Universidade Católica Portuguesa, Porto;[6]
- Março de 2011 - "Segunda Melhor Tuna" - XIX Tágides, Academia Almadense;[7]
- Abril de 2011 - "Melhor Estandarte" - XXI FITUA - Festival Internacional de Tunas da Universidade de Aveiro, Teatro Aveirense;[8][9]
- Dezembro de 2011 - "Terceira Melhor Tuna", "Melhor Solista" - XVIII CELTA, Reitoria da Universidade do Minho;[3]
- Novembro de 2012 - "Melhor Estandarte", "Melhor Solista", "Melhor Instrumental" - XII S. Vicente, Aula Magna, Lisboa;[10]
- Dezembro de 2013 - "Melhor Instrumental" - XX CELTA, Reitoria da Universidade do Minho;[3]
- Maio de 2015 - "Terceira Melhor Tuna", "Melhor Bandeira" -XXV FITU Bracara Avgvsta, Universidade do Minho.[1]
- Outubro de 2015 - "Melhor Solista" - Festival PortusCalle, Coliseu do Porto;[11]
- Outubro de 2016 - "Melhor Solista"  - XVI Festa " Festival de Tunas do Atlântico" realizada no Funchal, Ilha da Madeira.[12]